# Alberts Krievs
Alberts Krievs (ur. 10 września 1902 w Rydze, zm. 19 czerwca 1971 w Sydney) – łotewski zapaśnik walczący w stylu klasycznym. Olimpijczyk z Paryża 1924, gdzie zajął siedemnaste miejsce w wadze koguciej.

## Letnie Igrzyska Olimpijskie 1924
| Konkurencja | Rundy eliminacyjne          | Rundy eliminacyjne    | Klas. końcowa |
| Konkurencja | Przeciwnik I                | Przeciwnik II         | Miejsce       |
| ----------- | --------------------------- | --------------------- | ------------- |
| 58 kg       | Johannes van Maaren (NED) P | Armand Magyar (HUN) P | 17.           |